# Cicinobolus euonymi-japonicae
Cicinobolus euonymi-japonicae är en svampart som beskrevs av Arcang. 1900. Cicinobolus euonymi-japonicae ingår i släktet Cicinobolus och familjen Phaeosphaeriaceae.   Inga underarter finns listade i Catalogue of Life.
I den svenska databasen Dyntaxa används istället namnet Microsphaera euonymi-japonici för samma taxon.  Arten är reproducerande i Sverige.